# Sir Alexander Mackenzie Park
Sir Alexander Mackenzie Park är en park i Kanada.   Den ligger i Central Coast Regional District och provinsen British Columbia, i den sydvästra delen av landet, 3 800 km väster om huvudstaden Ottawa. Sir Alexander Mackenzie Park ligger 54 meter över havet.
Terrängen runt Sir Alexander Mackenzie Park är huvudsakligen bergig, men den allra närmaste omgivningen är kuperad. Havet är nära Sir Alexander Mackenzie Park österut. Trakten runt Sir Alexander Mackenzie Park är nära nog obefolkad, med mindre än två invånare per kvadratkilometer.. Det finns inga samhällen i närheten. 